# Khirbet Abu Falah
Khirbet Abu Falah (àrab: خربة ابو فلاح, Ḫirbat Abū Falāḥ) és una vila palestina de la governació de Ramal·lah i al-Bireh, al centre de Cisjordània, situada 26 km al nord de Ramal·lah. Segons l'Oficina Central d'Estadístiques de Palestina (PCBS), tenia 5.114 habitants en 2016, dels quals l'1.4% dels habitants són refugiats palestins. Es troba a 743 metres sobre el novell del mar i limita amb Al-Mazra'a ash-Sharqiya al sud-oest, Turmus Ayya al nord, al-Mughayyir a l'est i Kafr Malik al sud.

## Història
S'hi ha trobat terrissa de l'Edat de Ferro i romana d'Orient. El lloc ha estat identificat des d'antic (per Prawer i Benvenisti, 1970) amb el lloc croat anomenat Caphrapalos, però aquesta identificació no ha estat acceptada per Finkelstein.

### Època otomana
Es va trobar un fragment de l'era otomana, però Finkelstein troba aquesta identificació "qüestionable". El poble modern va ser refundat al segle xviii. Abans de convertir-se en una solució permanent, era una khirba, és a dir, un acord temporal. Khirbet Abu Falah es va convertir en una vila permanent quan els clans Jaradat i Shu'man es van traslladar des d'al-Mazra'a ash-Sharqiya a causa d'una disputa amb altres clans d'aquest poble. La vila va rebre el nom d'un dels seus líders, Abu Falah.
En 1838 Abu Felah fou registrada com a vila musulmana, part de l'àrea Beni Salim situada a l'est de Jerusalem.
Una llista dels pobles otomans d'aproximadament 1870 va mostrar que el poble, anomenat "Chirbet abu-fellah", tenia 265 habitants, amb un total de 58 cases, tot i que el recompte de població només era d'homes. També va assenyalar que estava localitzat sl <dr de Turmus Ayya.
En 1882 el Survey of Western Palestine del Fons per a l'Exploració de Palestina la va descriure com "un petit vilatge en un lloc elevat, amb ruïnes." També van assenyalar que: "sembla un lloc antic; hi ha cisternes i un antic birkeh, en part de maçoneria de bona mida i en part tallat en roca, amb fonaments. El lloc encara està habitat."
En 1896 la població de Chirbet abu felah era estimada en unes 816 persones.

### Època del Mandat Britànic
En el cens de Palestina de 1922, organitzat per les autoritats del Mandat Britànic, la població de Khirbet Abu Falah era de 519 musulmans, incrementats lleugerament en el cens de 1931 on Khirbet Abu Falah tenia 588 habitants en 125 cases.
En 1945 la població era de 710 musulmans, mentre que l'àrea de terra era de 8,186 dúnams, segons una enquesta oficial de terra i població. D'aquests, 3.080 eren plantacions i terra de rec, 1,615 per a cereals, mentre 19 dúnams eren sòl edificat.

### Després de 1948
En la vespra de guerra araboisraeliana de 1948, i després dels acords d'armistici araboisraelians de 1949, Khirbet Abu Falah fou ocupada pel regne haixemita de Jordània. Després de la Guerra dels Sis Dies de 1967 va romandre sota l'ocupació israeliana.